# Zygonisia
× Zygonisia, (abreviado Zns) en el comercio, es un híbrido intergenérico entre los géneros de orquídeas Aganisia × Zygopetalum. Fue publicado en Gard. Chron., III, 31: 443 (1902).